# Clemensia russata
Clemensia russata är en fjärilsart som beskrevs av George Francis Hampson 1900. Clemensia russata ingår i släktet Clemensia och familjen björnspinnare. Inga underarter finns listade i Catalogue of Life.